# Vincenzo Zucconelli
Vincenzo Zucconelli (* 3. Juni 1931 in Jolanda di Savoia) ist ein ehemaliger italienischer Radrennfahrer und nationaler Meister im Radsport.

## Sportliche Laufbahn
Zucconelli gewann zusammen mit Dino Bruni und Gianni Ghidini die Silbermedaille in der Mannschaftswertung im Straßenrennen der Olympischen Sommerspiele 1952 in Helsinki. In dem von André Noyelle gewonnenen olympischen Einzelrennen belegte er den 6. Platz. 
1951 hatte er mit dem Gran Premio della Liberazione eines der international bedeutendsten Eintagesrennen für Amateure in Italien gewonnen. Im selben Jahr stellte er mit 43,524 gefahrenen Kilometern einen Stundenweltrekord für Amateure auf. 1952 konnte er auch die italienische Meisterschaft der Amateure gewinnen.  
Er war von 1954 bis 1959 als Berufsfahrer aktiv und fuhr in dieser Zeit für das Radsportteam Legnano. Sein größter Erfolg als Profi war der Sieg auf der 11. Etappe des Giro d’Italia 1955, im Endklassement wurde er 61. Ein Jahr später schied er bei seinem zweiten Giro aus.